# Прва влада Жељке Цвијановић
Прва влада Жељке Цвијановић је ступила на дужност 12. марта 2013. године. Била је то 14. по реду Влада Републике Српске.
Владу је изабрао осми сазив Народне скупштине Републике Српске.

## Састав Владе
| Ресор                                                         | Портрет            | Име и презиме                     | Странка             |
| ------------------------------------------------------------- | ------------------ | --------------------------------- | ------------------- |
| Предсједник Владе Републике Српске                            | Жељка Цвијановић   | Жељка Цвијановић                  | СНСД                |
| Министарства                                                  |                    |                                   |                     |
| Министарство финансија                                        | Зоран Тегелтија    | Зоран Тегелтија                   | СНСД                |
| Министарство унутрашњих послова                               |                    | Радислав Јовичић                  | Нестраначка личност |
| Министарство правде                                           |                    | Горана Златковић                  | СП                  |
| Министарство управе и локалне самоуправе                      |                    | Лејла Решић                       | ДНС                 |
| Министарство за економске односе и регионалну сарадњу         |                    | Игор Видовић                      | СНСД                |
| Министарство рада и борачко-инвалидске заштите                |                    | Петар Ђокић                       | СП                  |
| Министарство трговине и туризма                               |                    | Маида Ибришагић Хрстић            | СНСД                |
| Министарство саобраћаја и веза                                | Недељко Чубриловић | Недељко Чубриловић                | ДНС                 |
| Министарство пољопривреде, шумарства и водопривреде           |                    | Стево Мирјанић                    | СНСД                |
| Министарство за просторно уређење, грађевинарство и екологију | Сребренка Голић    | Сребренка Голић                   | СНСД                |
| Министарство просвјете и културе                              |                    | Горан Мутабџија                   | СНСД                |
| Министарство за избјеглице и расељена лица                    |                    | Давор Чордаш                      | ХДЗ БиХ             |
| Министарство здравља и социјалне заштите                      |                    | Слободан Станић, до 05. 09. 2013. | СНСД                |
| Министарство здравља и социјалне заштите                      |                    | Драган Богданић, од 07. 09. 2013. | СНСД                |
| Министарство науке и технологије                              |                    | Јасмин Комић                      | Нестраначка личност |
| Министарство породице, омладине и спорта                      |                    | Нада Тешановић                    | СНСД                |
| Министарство индустрије, енергетике и рударства               |                    | Жељко Ковачевић                   | СНСД                |